# Sesvetska Sela
Sesvetska Sela su mjesni odbor zagrebačke gradske četvrti Sesvete, površine 378,58 ha.
Prema popisu stanovništva 2011. imala su 4539 stanovnika. Poštanski broj je 10360.

## Obrazovanje
Dana 3. rujna 2007. s radom je počela Osnovna škola Sesvetska Sela. Izgradio ju je »Arhikord«, prema nacrtima Andreja Radmana i Igora Vrbaneka.

## Kultura
Dana 4. prosinca 1992. osnovano je Društvo „Sesvetska Sela”, koje od 2010. nosi naslov folklornoga ansambla.

## Vjeroispovijed
Dekretom 1660/1980 kardinala Franje Kuharić osnovana je 1980. župa. Dana 12. lipnja 1992. položen je kamen temeljac, a 1993. je završena župna crkva sv. Antuna Padovanskoga. Posvetio ju je Franjo Kuharić  17. rujna 1995. Župa obuhvaća četiri naselja: Blago Zadro, Sesvetska Sela, Sesvetska Selnica i Kraljevečki Novaki.

## Vanjske poveznice
- Osnovna škola Sesvetska Sela  Arhivirana inačica izvorne stranice od 18. srpnja 2020. (Wayback Machine)
- Župa sv. Antuna Padovanskoga (Facebook)